# 이은석 (건축가)
이은석(李恩石, 1962년 10월 31일~)은 대한민국 건축가이다.
경희대학교 교수이자 프랑스 공인건축사로 르 코르뷔지에와 앙리 시리아니의 영향을 많이 받았다. 천년의 문, 새문안교회, 애국지사 손양원기념관, 하늘보석교회, 국립한국문학관, 국립국악원 예인마루, 청담 호텔엔트라 등을 설계했다. 상징건축과 종교건축으로 건축계에 잘 알려진 건축가이다.

## 소개
이은석은 홍익대학교 건축학과를 마치고, 국립 파리 벨빌 건축대학을 졸업한 프랑스 공인건축사(Architecte DPLG)이다. 또한, 국립 파리 제1대학 판테온 소르본 대학교에서 예술사학 박사학위(Doctorat en histoire de l’art)를 취득했다. 현재는 경희대학교 건축학과의 교수로 재직중이며, 한국건축설계학회 회장, 세종시 총괄 건축심의위원, 대한민국건축사(KIRA) 자격시험 출제위원 등을 역임했다.
1995년, 미국 로스엔젤레스에서 개최된 International Design Competition KOMA(재미한인문화원 설계 국제 공모전)에서 한국인으로서 최초로 국제 건축설계 공모전에서 1위를 차지했다. 이 공모전에는 전 세계 68개국에서 475개 팀이 참여하였으며, 심사위원으로는 리처드 마이어, 마이클 그레이브스, 김종성이 있었다. 이로써 그의 이름이 국내외 건축계에 처음으로 알려지게 되었다.
이은석은 코마건축(Atelier KOMA)의 대표건축가로, 한국건축가협회 작품상, 한국건축설계학회 대상, 교회건축 대상, 서울시, 부산시, 대구시, 경기도 건축상 등 국내 건축상을 수상했다. 특히 그의 주요 작품인 새문안교회와 애국지사 손양원기념관은 Architecture Master Prize (AMP), Architizer A+ Award 등 국제적인 건축상도 수상하는 등 국내외에서 인정받았다.

## 주요 작품

### 새문안교회(Saemoonan Church)

#### 작품해설[3]
한국 개신교 최초의 교회로 설립된 새문안교회가 132주년을 맞으며 광화문 신문로에 새 교회당을 건축했다. 하늘을 향해 두 팔을 펼친 어머니 품의 형상이다. 2010년 설계공모 당시 한국 기독교계는 기능주의를 교회건축의 최우선 전략으로 삼고 있었고, 여러 대형 교회들도 거대 규모로 존재감을 과시하고 있었다. 하지만 새문안교회는 한국 개신교 어머니 교회로서의 역사성, 하늘나라를 향해 열린 문의 상징성, 그리스도를 빛으로 표현하는 공간성, 그리고 세례와 화목의 의미로써 수공간 제시라는 뚜렷한 네 개의 교회건축 테마를 기본지침으로 제시했다. 이에 하나님 사랑과 이웃사랑으로 그 주제를 번안하여 설계안에 담았다. 하나님 사랑은 주로 공간의 용도와 상징성으로 묘사되었고, 이웃사랑의 측면은 도심에서 드러나는 건축의 외형과 배치 효과를 통한 공공성으로 표현되었다.

##### 고딕, 첨탑, 과도한 장식으로부터의 자유
이천 년간 기독교 교회건축의 전형을 지배해 온 첨탑 장식과 고딕의 이미지를 탈피하는 것은 현대 교회건축이 당면한 주요 과제이다. 새문안교회 건축에서 인습적 첨탑은 하늘로 열린 부드러운 곡면 효과로 대체되었고, 과도한 장식은 단순하고 추상적인 표현으로 변환되었다. 또한, 교회의 권위를 드러내는 것에 집중하기보다는 부드러운 정면부의 곡면으로 하나님의 사랑과 자비를 은유적으로 표현했다. 그리고 통상의 긴 회랑 형식으로 엄숙한 공간 분위기를 조성하기보다는 부채꼴의 예배실 평면으로 신도 상호 간의 역동적인 참여를 독려하는 새 시대적 예배공간을 제시하고 있다.

##### 이웃사랑의 공공성
이웃사랑의 공공적 건축 의도는 새문안교회 곳곳에서 잘 드러나고 있는데, 이는 21세기의 교회들이 고민해야 할 건축적 숙제라고 생각한다. 다시 말해 선교를 위한 계몽 수단으로써 상징적이고 구상화된 1차원적 형태로 교회건축이 양산되기보다는, 시민의 삶과 안식을 지원하는 공공성과 공간 운용 프로그램이 교회 안에 실재해야 한다는 것이다. 세계 어디에서도 찾아볼 수 없는 교회건축 타이폴로지인 움푹한 정면과 휜 아치형 게이트가 조성하는 새문안로의 마당은, 수도원적 폐쇄성을 지닌 경건한 예배공간을 지향하기보다 이웃을 향해 교회를 열어서 시민들의 실질적 휴식처가 되기를 바라는 의도이다. 그리고 로비를 관통하여 세종문화회관 쪽으로 연속적 소통을 꾀한 부분 역시 교회의 개방성을 잘 보여준다. 기존 벽돌 교회를 축소해서 역사를 추억하게 하는 작은 예배실 또한 적극적으로 개방된 문화공간으로 쓰일 것이다. 광화문 오피스 빌딩 숲속에서 새문안교회는 주변에 즐비한 최대 용적의 건물들처럼 상업적 철학을 적용하기보다 열고 비워내고 펼치는 공간 작업을 통하여 빼곡한 도심에 넉넉한 안식을 베풀어 준다. 이는 현대 교회가 공공성으로써 이웃사랑을 도시에 표현하는 방식이다.
곡면 벽 너머 하늘로 사라지는 듯한 투명 유리 상자는 부드러운 곡면 벽과 대조되는 형태적 조화를 꾀할 뿐 아니라, 번잡한 가로로부터 미래 세대들을 보호하며 옥상 정원을 가진 밝은 교육동이 되도록 하는 건축 전략이다. 또한, 교육관 최상층과 십자가 탑의 고공 공간은 마치 수많은 세계의 교회가 최상층의 돔을 개방하는 것처럼, 수려한 서울의 도심 전경을 한껏 누릴 수 있는 시민 모두에게 열린 기념적 공간이다.

#### 수상
- 2020 Architizer A+ Awards, 종교건축 및 기념관 부문, 심사위원상
- 2020 ArchDaily, 올해의 건물, 최종후보
- 2019 Architecture Master Prize (AMP), 문화건축부문, 1위

#### 관련영상
- 건축공감 인터뷰
- CGN TV 하늘빛향기 인터뷰 영상
- CGN 예배가 숨 쉬는 곳 영상

#### 위치
- 서울특별시 종로구 새문안로 79

### 애국지사 손양원 기념관 (Son Yang Won Memorial Museum)

#### 작품해설[4]
손양원은 일제강점기에 신사참배를 거부하여 5년간의 옥고를 치룬 애국지사이다, 투철한 기독교 정신으로 사회에서 버림받은 한센인들을 돌보았던 귀한 성자이다. 한국전쟁 시기에 좌우의 이념적 분쟁 사이에서 안타깝게 희생되기까지, 그는 평생에 걸쳐 인간의 거룩한 희생정신을 보여주는 본보기와도 같은 삶을 살았다.
손양원 기념관은 한 인물의 유산을 전시하는 박제된 전시 방식에서 탈피하여, 그의 삶이 보여준 저항, 희생, 화해의 정신을 세 개의 전시 공간을 통해 인식할 수 있도록 구축한 '상징적 공간 기념관'이다.

##### 닫힌 조형 / 번잡과 고요 사이
두 개의 콘트리트벽으로 이루어진 원형 실린더는 강한 조형성으로 기념관의 상징성을 드러낸다. 실린더는 위로는 하늘, 아래로는 수공간을 향해 열려있지만, 수평적으로는 완전히 닫혀있다. 높은 벽을 이용해 기념관 내외부의 경계를 형성하는 것이다.
두 벽 사이에는 경사로가 조성된다. 소란스러운 바깥 세상과 고요한 기념관을 연결하는 전이공간이자 완충지대다. 내면적 고요를 찾아가는 이 길에서 방문객들은 사색에 잠기고, 자신도 모르는 사이에 경건함에 젖어든다.

##### 들린 볼륨 / 성과 속 사이
손양원은 천상의 가치에 소망을 두고 살았던 인물이다. 기념관은 '떠 있는 볼륨'으로 그의 경건한 정신을 표현한다. 육중한 콘트리트 볼륨은 대지에 흩뿌려지듯 배치된 기둥들과 버팀목 역할을 하는 실린더에 의해 땅으로부터 띄워지게 된다. 이러한 '떠 있는 볼륨'은 구조적인 호기심을 불러 일으키며, 그 호기심은 다시 신비함과 엄숙함으로 전환된다.
손양원의 고결한 삶은 백색의 자기를 떠올리게 한다. 그의 정신을 담아낸 기념관의 콘크리트 실린더도 백자와 비슷하다. 투박한듯 고상한 모습은 백자의 외관과, 속이 비워져 하늘을 향해 열려있다는 점은 백자의 내부와 꼭 닮아있다.

##### 경사 통로 / 직각과 대각 사이
세 개의 직사각형 전시실은 그 바깥을 스치듯 가로지르며 상승하는 경사로와 연결된다. 각각의 전시실 틈새로 보이는 곡선의 경사로는 박스형 볼륨과 만남으로써 대비의 정점을 이룬다. 큐브가 정적이라면 통로는 역동적이고, 수공간과 하늘같은 정적 배경은 물위의 파동과 구름의 동적 효과와 대비를 이루면서 실린더 내외부의 조화를 만들어낸다. 또한, 실린더 사이의 좁은 길은 손양원이 평생동안 겪은 심신의 고통을 간접적으로나마 경험케한다. 그 경험을 통해 저항, 희생, 화해를 몸소 실천하며 외롭지만 묵묵하게, 슬프지만 강하게 전진하였을 그의 발걸음을 되새겨보는 공간이다.

##### 공간 전시 / 전시물과 공간 사이
이 기념관은 상징화 된 공간으로 손양원의 정신을 후대에 전한다. '유물 전시관'보다는 '공간 전시관'인 셈이다.
첫 전시실은 좁고 어두운 통로를 거쳐 들어가게 된다. '백색 의 방'이라 불리는 이 공간은 일제에 저항하다 투옥된, 손양원의 '나라 사랑' 정신을 상징한다. 두 번째 전시실은 '돌의 방'이다. 갈라지고 곪아 터진 한센인들의 피부를 거친 돌을 이용해 형상화한 방으로, 그의 '사람 사랑' 정신을 되새기게 한다. 마지막으로 전신실인 '불은 방'은 그의 삶이 보여준 아가페적 사랑, '하늘 사랑'을 표현한 공간으로, 기념관의 핵심이자 긴장감이 극대화되는 공간이다. 방문객들은 두 개 층 높이의 붉은 방을 가로지르는 브릿지 위에서, 손양원의 죽음을 떠오르게 하는 거친 질감의 핏빛 벽을 내려다보며, 긴장감 넘치는 공간을 체험하게 된다.

#### 수상
- 2020 Architecture Master Prize (AMP), 문화건축부문, 1위
- 2019 한국건축가협회 BEST 7
- 2018 한국문화공간건축학회상

#### 관련영상
- 손양원 기념관 스케치 영상 (노경)
- 건축공감 이은석 교수 인터뷰 영상
- CGN TV 하늘빛향기 인터뷰 영상
- CGN 예배가 숨 쉬는 곳 영상

#### 위치
- 경상남도 함안군 칠원읍 덕산4길 39

### 하늘보석교회 (Heavenly Gem Church)

#### 작품해설[5]
모서리에 위치한 대지 모양을 따라 삼각형의 프레임이 강하게 시선을 사로잡는다. 프레임은 위로도 아래로도 비어 있다. 수직적으로 열린 교회는 하늘을 품고 닮아가겠다는 몸짓으로 다가오고, 수평적으로 열린 교회는 지상에서 바라보고 품어야 할 대상들을 향해 나아가는 태도로 해석된다. 충청남도 서산에서 안면도 바다를 향해 난 작은 길가에 자리하는 교회다. 교회당 자체는 소박하고 조촐하지만 활짝 열려 있는 프레임 속 마당 덕분에 지역 내 넉넉한 커뮤니티의 장이 되리라 기대하게 된다.
하늘이 기뻐할 가치를 가진 일들로 하늘에 보화를 쌓아두라는 뜻의 하늘보석교회, 교회명에 담긴 신성한 의미가 실제로 건축 디자인을 풀어나간 주요 개념이다. 교회 건물에서 가장 눈에 띄는 볼륨인 빈 삼각형의 프레임이 그 대표적인 요소 중 하나다. 그리스도교의 핵심내용 중 하나인 성부성자성령의 삼위일체를 상징하는 삼각형 안에 푸른 하늘을 오롯이 담아내고자 한 것이다. 모서리 땅에 수직으로 솟아 있는 십자가 탑과 그 끝에서 반짝이고 있는 유리 조형의 볼륨은 하늘과 삼위일체 하나님을 열망하는 마음의 표현처럼 보인다.
예배와 기도가 이루어지는 공간은 땅을 의미하는 직사각형의 도형 안에 담아내고 있고, 그 둘레를 순환하는 복도와 브리지가 주요 동선이 되거 있다. 이 고리 모양의 동선에 타원형의 예배실을 중첩해 구성함으로써 성과 속의 영역을 분리하는 동시에 연결하고 있다.
위로 훌쩍 들어 올려져 있는 삼각형의 프레임이나 전면 유리창으로 마감된 2층 벽면 등은 이웃에 대해 시작적으로 물리적으로 담장을 두리지 않겠다는 의미로 읽힌다. 안팎의 구분 없이 주변을 향해 훤히 열려 있는 교회 안마당을 드나들면서, 또 투명한 예배공간을 오르내리면서, 자연과 이웃을 향해 절로 시선을 두게 되고 소통하게 된다. 이웃에 대한 긍휼한 관심과 자연에 대한 지속적인 애정을 가지고 더불어 살아가는 태도, 즉 하늘보화를 쌓아가는 법을 공간이 직접 가르쳐주는 셈이다.
주변 이웃과 적극적으로 관계를 맺으며 실용적이고 쾌적한 공간을 주민과 함께 나누겠다는 의지는 마당과 연접해 있는 내부 가로에도 잘 드러나 있다. 이웃하는 마을회관과 보건소의 마당과도 연계되어 있다는 점에서 그러하다. 내부 가로를 중심으로 도열하듯 배치되어 있는 식당, 카페, 세미나실 등은 공공을 향한 마음을 실천하고 있는 실질적인 공간들이다.

#### 수상
- 2017 한국건축가협회 BEST 7

#### 관련영상[2]
- 건축공감 한국현대건축 100 작품: 하늘보석교회 영상
- 2019 서울건축문화제 인터뷰 영상

#### 위치
- 충청남도 서산시 부석면 무학로 1107

### 천년의 문

#### 작품해설[6]
생명의 근원인 물(한강)에서 출발하고 물로 통하는 천년의 문은 모든 시간성과 공간성의 근원인 ‘비움’을 지닌 상징체로 부터 시작된다. 맑은 물이 흘러 생명을 가능하게 하는 이치와 같이 공간과 시간이 만나기 위한 ‘비움’이자 ‘통로’인 것이다. 가장 근원적인 생명의 상징이자 완전한 형태인 ‘O'은 형상에서 보듯이 무한한 공간을 의미하며, 있는 자리에 그대로 비어있어 기운이 소리없이 통할 뿐 아무 작용없는 존재 그 자체이자 끝없는 배경이다. 이는 모든 것을 수용할 수 있는 완결한 주체이며 객체를 의미한다. 천년의 링은 좁게는 평화 광장의 둥금이지만 넓게는 우주의 둥금이며, 지구촌 인류모두가 함께하는 ‘축제’의 장이 된다.

#### 수상
- 2000 국제건축설계공모, 당선

#### 관련영상
- 2019 서울건축문화제 인터뷰 영상